# Trois Années
Pour le film, voir Trois Années (film).
Trois Années, ou Trois Ans (en russe : Три года, Tri goda), est une nouvelle d’Anton Tchekhov  publiée pour la première fois en 1895.

## Historique
Trois Années est initialement publiée dans la revue russe La Pensée russe, numéro 1, du 19 janvier 1895.

## Résumé
Juin – Saint-Pétersbourg
Alexéï Laptev a attendu Ioulia à la sortie de la messe pour la raccompagner chez elle : il veut voir le père d’Ioulia, médecin qui soigne sa sœur Nina atteinte d’un cancer. C’est un prétexte, car ce qu’il veut, c’est passer du temps avec Ioulia : il l’aime passionnément, mais il sent bien qu’elle ne partage pas ses sentiments. De retour chez Nina, il lui fait la lecture. Elle lui raconte les malheurs qu’elle a connus en se mariant avec Panaourov, les infidélités, la ruine, la solitude, mais elle l’aime toujours.
Le lendemain, Alexéï avoue son amour à Ioulia. Elle s’enfuit, car il ne lui plaît pas : il est laid. Pourtant, elle doute de sa décision : il ne lui a pas fait la cour, juste cette déclaration. Elle s’en remet aux cartes, puis aux prières. Va-t-elle rester vieille fille ?
Le lendemain, Ioulia se rend chez Nina pour rencontrer Alexéï. Elle accepte sa demande en mariage, mais devant la tiédeur d’Ioulia, il pressent qu’elle l’épouse pour sa fortune ou pour quitter son monde ennuyeux : elle s’est vendue à lui. Que va penser « la personne » ?  Comment ce mariage a-t-il pu se faire ?
Septembre - Mariage, puis départ immédiat des jeunes mariés pour Moscou. Dans la mercerie en gros des Laptev, Ioulia fait la connaissance du frère d'Alexéï, Fiodor, de son père Fiodor, puis des commis et apprentis. Les époux sont félicités par tous. Alexéï constate qu'en six mois d'absence la vie à la mercerie n'a pas changé : les apprentis sont des esclaves, battus, surveillés, ils couchent sur place. Alexéï raconte à Ioulia sa jeunesse, enfant battu par son père, une mère morte terrorisée par son mari.
Novembre - Rencontre au concert avec « la personne », Paulina Rassoudina. Elle pense que sa femme n’en veut qu’à son argent. Il la raccompagne chez elle. Elle lui fait une crise de jalousie : pourquoi ne s’est-il pas marié avec elle, la seule femme l’ayant jamais aimé ? Mort de Nina. Ses filles Sacha et Lida vont habiter à Moscou chez Alexéï et Ioula. 
Mars - Dégradation des relations entre les mariés : elle souffre de son erreur, lui espère une étincelle d’amour qui ne vient pas. Il maudit surtout son argent, car il croit que c’est à cause de sa richesse qu’elle s’est mariée avec lui. Elle part à Saint Pétersbourg pour deux ou trois semaines chez son père, mais n’y reste que deux jours.
Mai - Ioulia est enceinte.
Une année plus tard - Le bébé, Olia, a huit mois. Ioulia sait qu’il n’y a pas besoin d’amour dans la vie. Elle estime son mari et s’ennuie quand il est absent longtemps. Mort du bébé de la diphtérie. Paulina Rassoudina vient vivre chez Iartsev.
Hiver - Discussion entre les deux frères : Fiodor pense à la mission de la Russie en Europe, Alexéï dit qu’ils ne sont que des boutiquiers abrutis par les coups reçus dans leur enfance, ils n’ont plus de volonté et ont peur de tout. Maladie nerveuse de Fiodor. Fiodor père devient aveugle. Le dépôt est laissé à l’abandon. Ioula demande à Alexéï de reprendre en main le dépôt. Alexéï comprend que l'argent n'a jamais été le motif qui a poussé Ioulia à se marier avec lui.
Juin - Alexéï va reprendre le dépôt : sa première mesure est d'interdire les châtiments corporels envers les apprentis. Il fait les comptes et constate que la fortune s’élève à six millions de rouble. Son frère Fiodor est à l’asile et va bientôt mourir et, après trois années, Ioula lui dit enfin qu’elle l’aime. Qui vivra verra.

## Extraits
- Nina à Laptev : Elle est jeune, tu ne l’es plus et tu n’es pas beau, mais tu es bien gentil.
- Laptev à Ioulia : Tu es pieuse et aimes ces choses, moi, la religion me fait peur, et quand je passe devant une église, cela me rappelle mon enfance et me donne le frisson.

## Les personnages
- Laptev, Alexéï Fiodorovitch : trente-quatre ans.
- Ioulia : vingt et un ans, fille du docteur Serguéï Borrisytch, pieuse, ne fait rien.
- Paulina Rassoudina : trente ans, surnommée "la personne", ancienne maitresse de Laptev.
- Nina : trente-neuf ans, sœur de Laptev, atteinte d’un cancer, est mariée à Panaourov.
- Kostia Kotchévoi : orphelin recueilli par les Laptev, avocat.
- Iartsev, trente-sept ans, ami des frères Laptev, professeur.
- Kischv ami des frères Laptev, étudiant.
- Sacha : dix ans, fille de Nina et de Panaourov.
- Panaourov : mari de Nina, a englouti sa fortune, vit chez sa maîtresse.
- Laptev, Fiodor : frère d’Alexéï.
- Laptev, Fiodor : père de Nina, Alexéï et Fiodor.

## Édition française
- Trois Années, traduit par Édouard Parayre, révision de Lily Dennis, Bibliothèque de la Pléiade, éditions Gallimard, 1971  (ISBN 2 07 0106 28 4).